# Schloss Marienlyst

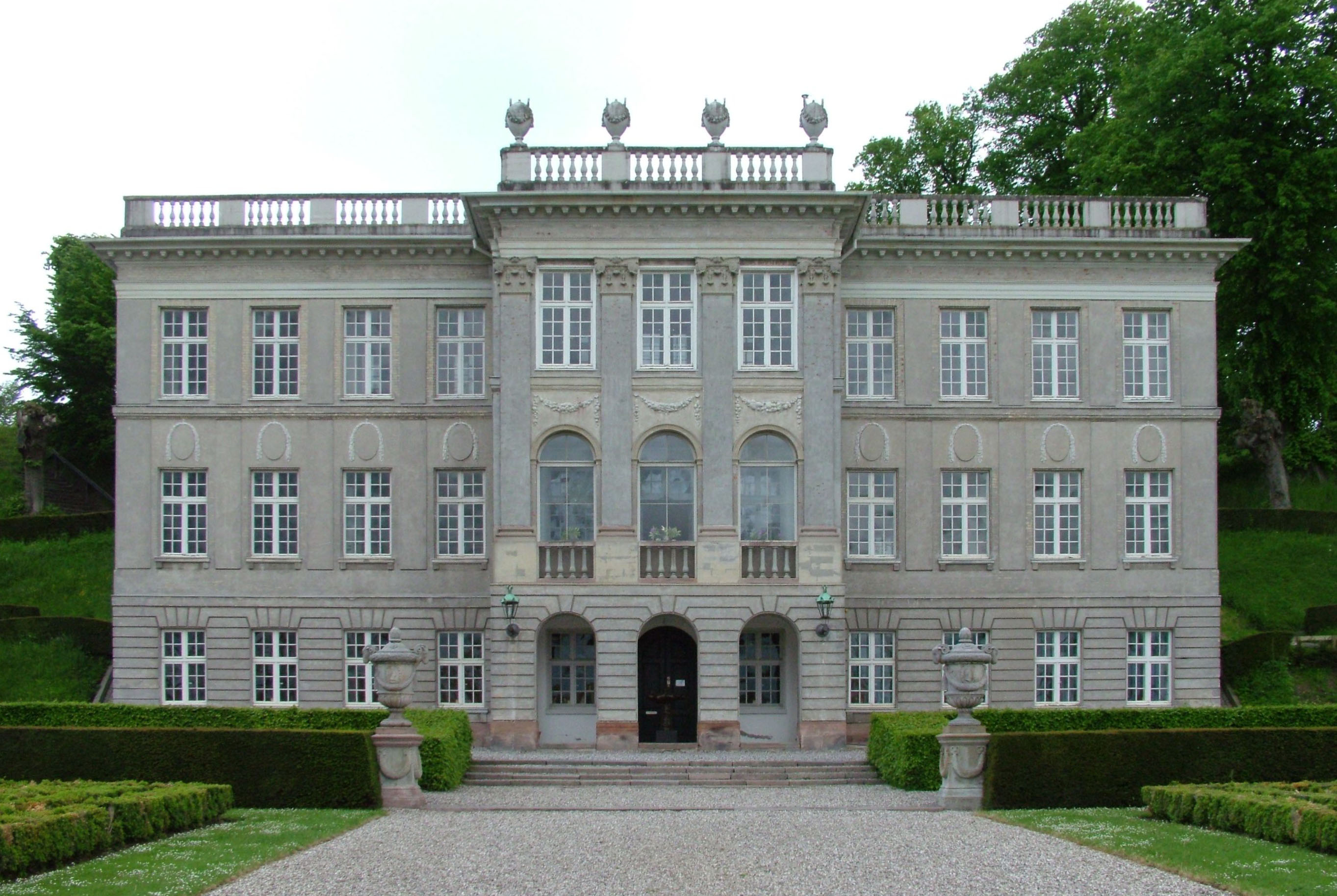
Schloss Marienlyst

Schloss Marienlyst liegt am nördlichen Ortsrand von Helsingør, auf der Insel Seeland in Dänemark.
Marienlyst wurde 1588 als königliches Lustschloss in Sichtweite zu Schloss Kronborg erbaut, aber nie für diesen Zweck genutzt. Ursprünglich ein einfacher Pavillon, wurde es 1760 von Nicolas-Henri Jardin im klassizistischen Stil umgebaut und erweitert. Christian VII. schenkte es anschließend Juliane von Braunschweig, der zweiten Frau und Witwe seines Vaters. Nach 1858 wurde es als Badehotel genutzt.
Heute sind in Marienlyst ein Museum (Wandmalereien, Mobiliar des 18. Jahrhunderts, Skulpturen) und eine Kunstgalerie untergebracht. Der umliegende Park, nur durch eine Straße vom Öresund getrennt, ist ganztägig zugänglich.